# Porphyrinia latescens
Porphyrinia latescens là một loài bướm đêm trong họ Noctuidae.